# Erika Palomino
Erika Palomino (Rio de Janeiro, 19 de novembro de 1967) é uma jornalista e uma consultora de moda brasileira, um dos principais nomes do circuito da moda no Brasil.

## Vida profissional
Durante dezessete anos trabalhou no jornal Folha de S. Paulo, assinando a coluna Noite Ilustrada. No circuito da moda, foi a criadora do projeto Atitude, do caderno Moda e da revista Moda, que editou por quatro anos.
Autora de dois livros, Babado Forte (1999) e A Moda (2001), a jornalista atua também como consultora de tendências e realiza palestras em todo o Brasil. Em 2001, inaugura o site Erika Palomino, que tem como foco principal a moda, mas trata de música e comportamento do maisntream nacional, retratando os reflexos de uma juventude consumidora de moda.
Em temporada de desfile, oferece cobertura completa dos desfiles do chamado Planeta Fashion (Paris-Milão-Londres-Nova York) com fotos e criticas sobre o que se vê nas passarelas, oferecendo uma análise ao leitor, muitas vezes leigo. O mesmo  acontece com as principais semanas de moda nacionais (São Paulo Fashion Week, Fashion Rio, Amni HotSpot e Casa de Criadores).
Em 2006, lança a revista Key, que abrange os mesmos temas do site, só que mais a fundo, e é uma publicação do conglomerado House of Palomino que é o galpão hospedeiro da redação do site EP e também o QG de Key. Eventualmente o grande galpão funciona como galeria de arte, com destaque para as exposições The Ilustrator 1.0 e A Casa Maluca do estilista Marcelo Sommer.
Foi jurada do programa Brazil's Next Top Model, da TV Sony, que é a versão brasileira do programa America's Next Top Model, que visa lançar no mercado uma grande nova modelo. Atualmente é publisher da revista L'Officiel Brasil.
Em dezembro de 2014, entrou para a lista do FFW dos 50 brasileiros mais "estilosos" da moda.